# Видис, Жоржи
Жоржи Энрики да Коста Видис (порт.-браз. Jorge Henrique da Costa Vides; род. 24 ноября 1992, Сан-Жуан-ди-Мерити, Рио-де-Жанейро) — бразильский легкоатлет, специалист по бегу на короткие дистанции. Выступает за сборную Бразилии по лёгкой атлетике с 2012 года, чемпион Панамериканских игр, чемпион Южной Америки, победитель иберо-американских чемпионатов, победитель и призёр первенств национального значения, участник двух летних Олимпийских игр.

## Биография
Жоржи Видис родился 24 ноября 1992 года в городе Сан-Жуан-ди-Мерити, штат Рио-де-Жанейро.
Впервые заявил о себе на международном уровне в сезоне 2012 года, когда вошёл в состав бразильской сборной и выступил на молодёжном южноамериканском первенстве в Сан-Паулу, где стал пятым в беге на 100 метров, четвёртым в беге на 200 метров и одержал победу в зачёте эстафеты 4 × 100 метров.
В 2013 году на чемпионате Южной Америки в Картахене взял бронзу в 200-метровой дисциплине, победил в эстафете 4 × 100 метров.
В 2014 году бежал эстафету 4 × 100 метров на впервые проводившемся чемпионате мира по легкоатлетическим эстафетам в Нассау, занял итоговое четвёртое место. На домашнем иберо-американском чемпионате в Сан-Паулу был лучшим в дисциплине 200 метров и в эстафете 4 × 100 метров.
На чемпионате мира по эстафетам 2015 года в Нассау вновь показал четвёртый результат в эстафете 4 × 100 метров.
В 2016 году на иберо-американском чемпионате в Рио-де-Жанейро финишировал шестым в 100-метровом беге и получил серебро в эстафете 4 × 100 метров. Благодаря череде успешных выступлений удостоился права защищать честь страны на летних Олимпийских играх в Рио-де-Жанейро — в программе 200 метров не смог пройти дальше предварительного квалификационного этапа, тогда как в эстафете 4 × 100 метров вместе с соотечественниками благополучно вышел в финал и занял итоговое шестое место.
На иберо-американском чемпионате 2018 года в Трухильо стал серебряным призёром в беге на 100 метров, завоевал золото в беге на 200 метров и эстафете 4 × 100 метров.
В 2019 году выиграл эстафету 4 × 100 метров на эстафетном чемпионате мира в Иокогаме и на Панамериканских играх в Лиме.
В 2021 году принимал участие в Олимпийских играх в Токио — в дисциплине 200 метров остановился на предварительном квалификационном этапе.
В 2023 году бежал 200 метров и эстафету 4 × 100 метров на чемпионате мира в Будапеште.